# Grethe Sønck

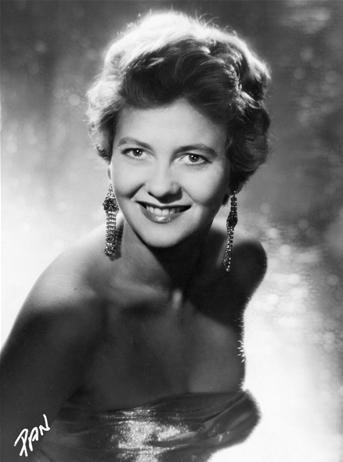
Grethe Sønck um 1959

Grethe Sønck (* 16. Juli 1929 in Hjerm als Grethe Ingeborg Nielsen Hald, Region Midtjylland; † 12. Februar 2010 in Rågeleje, Nordseeland) war eine dänische Sängerin und Schauspielerin. 

## Leben
Grethe Sønck wurde in Hjerm, einem kleinen Fischerdorf zwischen Struer und Holstebro, in Mitt-Westjütland geboren. Seit 1968 trug sie den Namen Sønck, den Namen ihres Stiefvaters. Ihr Vater, ein italienischer Sänger, in den sich ihre Mutter verliebt hatte und nach Paris gefolgt war, hatte seine Familie bereits vor Søncks Geburt wieder verlassen.
Mit 17 Jahren gewann sie 1946 einen Gesangswettbewerb in Hollænderbyen auf der Insel Amager. 1947 erhielt sie ihr erstes Engagement als Sängerin im Restaurant Sommerlyst im dänischen Freizeitpark Dyrehavsbakken. 1952 erschien ihre erste Single mit den beiden Liedern Sig hvorfor und Hvis en gang. Ab 1958 nahm Sønck ihre Karriere als Sängerin nach ihrer gescheiterten ersten Ehe wieder auf. Zwischen 1960 und 1964 nahm sie regelmäßig am Dansk Melodi Grand Prix, der dänischen Vorausscheidung zum Eurovision Song Contest, teil. Sie sang dort die Titel Trækbasun & Vaskebræt (1960), Hjemme Hos Os (1961), ein Duett mit Raquel Rastenni, und Verden Er En Gammel Bekendt (1962). 1964 trat sie dort nochmals, diesmal im Duett mit Gustav Winckler, mit dem Titel Ugler i mosen auf.
Im Mai 2007 feierte Sønck ihr 60-jähriges Bühnenjubiläum als Sängerin. Aus diesem Anlass erschien 2007 die CD Ta’ mig som jeg er.
Sønck arbeitete auch als Schauspielerin. Ihr Debüt gab sie 1962 im Revue-Theater Cirkusrevyen in der Sommer-Arena von Dyrehavsbakken. Später trat sie unter anderem bei der Nykøbing Falster Revyen auf. Im Laufe ihrer Karriere spielte sie in über 50 Revuen und musikalischen Theaterstücken. Am Theater Amagarscenen in Kopenhagen spielte sie in dem Musical Cabaret.
Sønck war ab den 1960er-Jahren auch im dänischen Fernsehen und in einigen Kinoproduktionen zu sehen. Häufig spielte sie in Kinder- und Jugendfilmen. 1966 spielte sie in dem Märchenfilm Der Bettelprinz. 1968 spielte sie die Connie in der erfolgreichen Krimikomödie Die Olsenbande. 1991 war sie als Frau Albertsen in der Komödie Frech wie Krümel zu sehen. 1998 spielte sie in Der (wirklich) allerletzte Streich der Olsenbande, dem endgültigen Schlusspunkt der Olsenbande, die weibliche Hauptrolle als Ruth. Ihre letzte Filmrolle hatte sie 2006 in dem Familienfilm Krummerne – Så er det jul igen.
1993 erhielt sie den Bakkens Oscar und 2002 den Thorleif-Theaterpreis (Årets Thorleif) in Anerkennung ihres langjährigen Wirkens im dänischen Musiktheater.
Sønck war bis ins hohe Alter weiterhin künstlerisch aktiv. Im Sommer 2009 trat sie im kleinen Revue-Theater in Rødvig på Stevns auf. Im August 2009 war sie bei der Revyernes Revy zu sehen.
Sønck war ab 1968 in zweiter Ehe mit dem dänischen Pianisten, Schauspieler und Theaterdirektor Sejr Volmer-Sørensen (1914–1982) verheiratet. Nach dessen Tod lebte sie alleine in Rågeleje. Am 12. Februar 2010 wurde Sønck tot in ihrem Haus aufgefunden. Sie wurde 80 Jahre alt. Ihre Grabstätte befindet sich auf dem Tibirke-Kirkegard in Tisvilde.

## Filmografie (Auswahl)
- 1960: Elefanter på loftet
- 1964: Don Olsen kommer til byen
- 1966: Der Bettelprinz (Der var engang)
- 1968: Die Olsenbande
- 1982–1983: Een stor familie (Fernsehserie)
- 1991: Frech wie Krümel (Krummerne)
- 1998: Der (wirklich) allerletzte Streich der Olsenbande (Olsen-bandens sidste stik)
- 2006: Krummerne – Så er det jul igen